# もりたなるお
もりた なるお（本名：森田 成男、1926年1月9日 - 2016年11月21日）は、日本の作家・漫画家。

## 人物
東京生まれ。警察学校卒業。工夫、農民、警官、海軍軍人などの職を経て近藤日出造に師事、風刺漫画を描く。二科賞、二科漫画賞受賞。
小説家としてのデビュー後になってから、同人誌『回転寿司考』を一人で継続的に発刊、小説を発表していた。
1974年「頂」で小説現代新人賞、1980年「真贋の構図」でオール讀物推理小説新人賞を受賞、直木賞候補となり、作家活動を始める。1986年「画壇の月」、1987年『無名の盾』、1988年『大空襲』、1990年『銃殺』と計五回直木賞候補となる。1993年、高橋由一、三島通庸を描いた『山を貫く』で新田次郎文学賞受賞。相撲に関する著書、警察に関するもの、歴史ものが多い。

## 著書
漫画（森田成男）
- 『日吉丸』集英社 1955
- 『ガリバー旅行記』集英社 1956

小説（もりたなるお）
- 『漫画謝肉祭』講談社 1983
- 『横綱に叶う』双葉社 1984
- 『警察官物語』新潮社 1985
- 『真贋の構図』文藝春秋 1986 のち文庫
- 『無名の盾 警察官の二・二六事件』講談社 1987 のち文庫
- 『抵抗の器 小説・山田顕義』文藝春秋 1987
- 『忠臣蔵の絵』講談社 1988
- 『相撲百科』文春文庫 1988
- 『大空襲 昭和二十年三月十日の洲崎警察署』講談社 1988
- 『後生畏るべし』講談社 1989
- 『貴ノ花散る 相撲小説集』文春文庫 1990
- 『銃殺 運命の二・二六事件』講談社 1990 のち文庫
- 『金星 相撲小説集』文春文庫 1990
- 『土俵に棲む鬼 相撲小説集』文春文庫 1992
- 『山を貫く』文藝春秋 1992
- 『逆浪 一警備警察官の三十年』新潮社 1993
- 『鎮魂「二・二六」』講談社 1994 のち文庫
- 『雪辱』講談社 1995　（二・二六事件の遺族を描く）
- 『力人 雷電為右衛門』新潮社（新潮書下ろし時代小説）1996
- 『無冠の華』講談社 1996
- 『轟く土俵 小説・白真弓肥太右衛門』新人物往来社 1997
- 『千人同心』講談社 1998
- 『昭和維新 小説五・一五事件』新人物往来社 2000
- 『広瀬中佐の銅像』新人物往来社 2002
- 『虚無僧秘帖』新人物往来社 2004
- 『雷走る 大相撲をつくった男たち』水曜社 2005
- 『戦国馬飼物語』新人物往来社 2006
- 『芸術と戦争 従軍作家・画家たちの戦中と戦後』産経新聞出版 2007
- 『虐殺 一巡査の告白』新人物往来社 2007